# La musica del Compay Ñico
La musica del Compay Ñico è una raccolta postuma di successi di Ñico Saquito, accompagnato da vari artisti.

## Tracce
Tutti i brani sono composti da Ñico Saquito

### lato A
1. Estoy hecho tierra, con Cuarteto Patria
2. Mi son es un misterio, con Campo Alegre e Celina González
3. A Orillas del Cauto, 3:32
4. Chencha la gamba, con Malena Burke
5. Volveré , Ñico Saquito con Conjunto de Oriente
6. Adiós Compay Gato
7. María Belén , con Antonio Acanda, Mongo Huerta, Conjuntos los Muntunos
8. Te escribiré con sangre, con Hilda y el Conjunto los Muntunos Santana
9. A Mí Me Gusta el Cha Cha Cha, con  Arroche Y Embale

### Lato B
1. La Chiva, con Trio los Bohemios
2. Cosas Del Compay Antòn, con Antonio Acanda, Hardrock Gunter, Mongo Huerta
3. No dejes camino por Vereda
4. Menéame la cuna, Ramón, con il Duo Cubano
5. El Jaleo, con  Ramón Veloz
6. Maria Christina
7. Me tenian amarrado con fé, Campo Alegre, Celina González
8. Qué lio, Compay Andrés, Duo Cubano e Cuarteto Patria